# Hélène Franco
Hélène Franco, née le 4 juin 1971 à Lons-le-Saunier (Jura), est une magistrate, ancienne secrétaire générale du Syndicat de la magistrature, et femme politique française, membre du Parti de gauche de 2008 à août 2020 et de La France insoumise de 2016 à juillet 2019.

## Biographie

### Carrière professionnelle
Hélène Franco est nommée le 27 juillet 1998 juge d'application des peines à Valenciennes, puis le 26 juillet 2000 à Évry. Elle est  ensuite nommée le 28 juin 2002 juge des enfants au tribunal de grande instance de Bobigny (Seine-Saint-Denis), puis le 23 juin 2009 vice-présidente au tribunal de grande instance de Créteil. Le 24 juin 2014, elle est nommée vice-présidente chargée des fonctions de juge des enfants au tribunal de grande instance de Bobigny. Le 27 décembre 2016 elle est nommée vice-présidente chargée de l'instruction au tribunal de grande instance de Créteil.

### Engagement syndical
Engagée au Syndicat de la magistrature, elle en devient vice-présidente en 2004, puis secrétaire générale de 2006 à 2008.[réf. nécessaire]

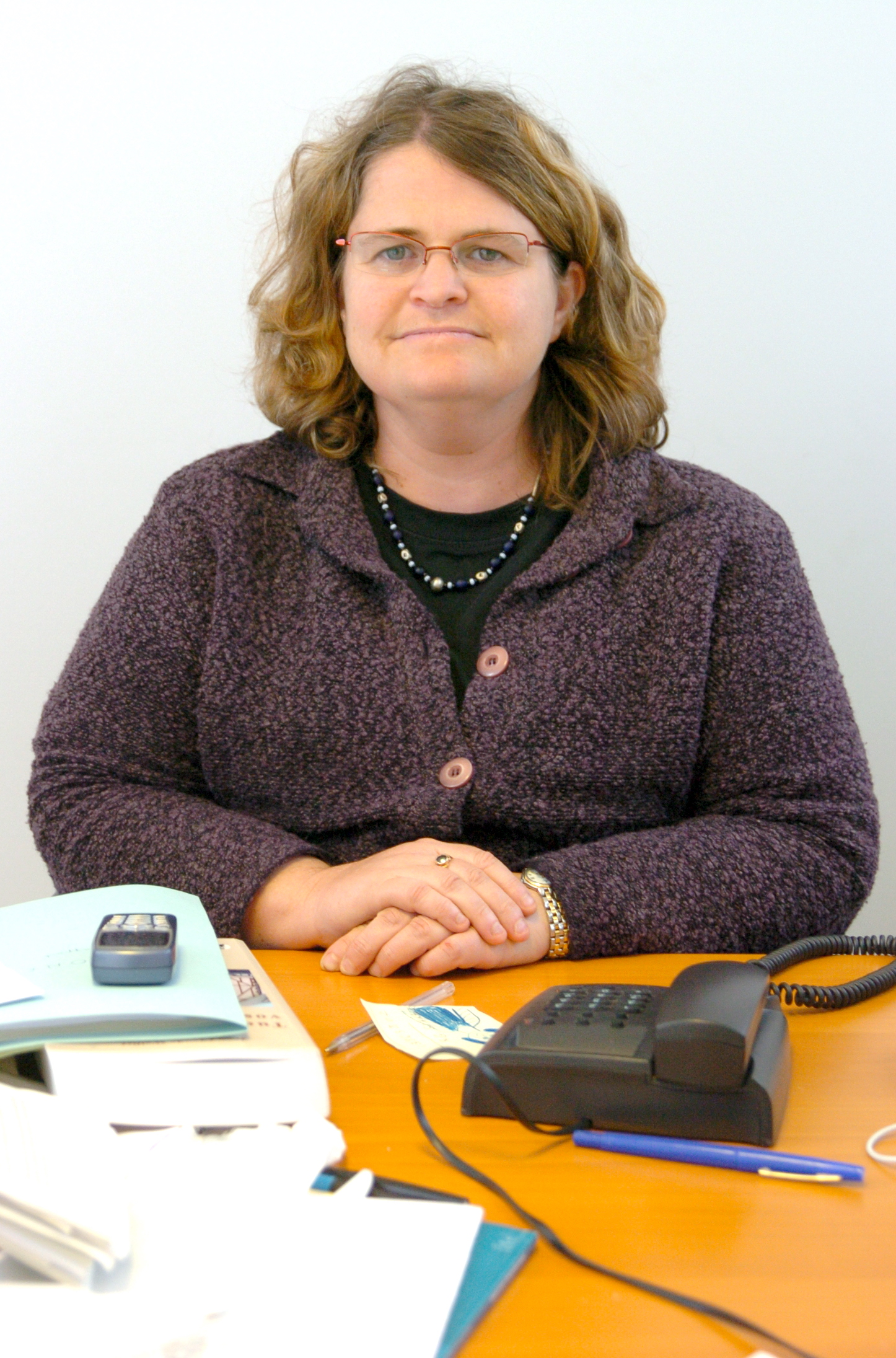
Hélène Franco, vice-présidente du syndicat de la magistrature, le 29 mai 2007 à Paris.

Elle rédige des articles dans de nombreuses publications,,, et participe à des émissions de radio et de télévision,,.

### Engagement politique
Elle a été tête de liste à Champagnole (Jura) aux élections municipales de 2001. Membre du courant socialiste Trait d'union et de l'association Pour la République sociale (PRS), elle quitte le PS en novembre 2008, à l'issue du Congrès de Reims, pour participer à la création du Parti de gauche (PG). Elle fut l'animatrice de la commission « Justice et Libertés » de ce parti.
Elle est tête de liste du Front de gauche (qui regroupe entre autres le Parti communiste français, le Parti de gauche et la Gauche unitaire) aux élections européennes de 2009 dans la circonscription Est. Elle obtient 3,89 % des suffrages exprimés (contre 2,91 % pour la tête de liste communiste à l'élection de 2004).
En 2011, elle soutient publiquement Jean-Luc Mélenchon candidat du Front de gauche à l'élection présidentielle.
En 2014, elle est candidate aux élections municipales de 2014 à Paris dans le 11e arrondissement de Paris, pour la liste « Front de Gauche — À Paris, place au peuple ! » menée par Danielle Simonnet. La liste obtient 6,27 % des voix au premier tour et ne peut se maintenir au second.
Elle est candidate, suppléante de Jean-Charles Lallemand, aux élections législatives de 2017 dans la 7e circonscription de Paris pour La France insoumise. Jean-Charles Lallemand est battu au premier tour avec 11,71 % des voix, en 3e position.
Après l’échec électoral de la FI, lors des élections européennes du 26 mai 2019, Hélène Franco et plusieurs cadres et militants de La France insoumise, dont Manon Le Bretton et Charlotte Girard, signent une note évoquant un fonctionnement « dangereux pour l’avenir ». Il est noté l’absence d’« instance de décision collective ayant une base démocratique » et le trop grand poids du groupe des élus LFI. Il est demandé la possibilité d’organiser des débats contradictoires, de proposer des textes aux votes et d’installer une « assemblée constituante du mouvement ».
En désaccord avec la stratégie politique de Jean-Luc Mélenchon, elle quitte la France insoumise le 1er juillet 2019 en démissionnant de sa responsabilité de corédactrice du Livret Justice. Un an plus tard, à l’été 2020, prenant acte de ses désaccords avec la direction du Parti de gauche, notamment sur la laïcité et la participation à la « Marche contre l’islamophobie » du 10 novembre 2019,, elle démissionne de ce parti.
Dans le cadre de l'élection présidentielle de 2022, elle apporte son soutien au candidat communiste Fabien Roussel.

## Pour approfondir